# Marthella trinitatis
Marthella trinitatis (Johow) Urb. – gatunek prawdopodobnie wymarłych roślin bezzieleniowych, myko-heterotrofów, z monotypowego rodzaju Marthella z rodziny trójżeńcowatych (Burmanniaceae), odkryty w 1898 roku na zboczach góry Tucuche na północnym Trynidadzie; od tego czasu nie był odnaleziony ponownie. 
Nazwa rodzaju została nadana na cześć Marthy, żony autora, Ignatza Urbana. Epitet gatunkowy odnosi się do miejsca występowania tej rośliny.

## Morfologia
ŁodygaPodziemne, cylindryczne kłącze, pokryte gęsto łuskowatymi liśćmi. Pęd naziemny wzniesiony, nierozgałęziony.
LiścieLiście bezzieleniowe, łuskowate.
KwiatyKwiaty obupłciowe, 3-pręcikowe, szypułkowe, pojedyncze lub zebrane w 2–9-kwiatową dwurzędkę. Okwiat pojedynczy, rurkowaty, żółtawy. Nitki pręcików u nasady zbiegające do rożkowatego woreczka. Zalążnia jednokomorowa, z 3 parietalnymi łożyskami i 3 krótkimi, trójklapowymi szyjkami słupka.
OwoceTorebki, zawierające brązowe, elipsoidalne do szeroko jajowatych nasiona.

## Systematyka
Pozycja rodzaju według APW (aktualizowany system APG IV z 2016)
Rodzaj Marthella należy do rodziny trójżeńcowatych (Burmanniaceae), w rzędzie pochrzynowców (Dioscoreales) w obrębie kladu jednoliściennych (monocots).
Typ nomenklatorycznyHolotypem gatunku (jako Gymnosiphon trinitatis) był okaz zielnikowy, zebrany przez Federico Johowa na Trynidadzie. Był on przechowywany w kolekcji w Bonn, gdzie uległ zniszczeniu. Lektotyp został wskazany w 1986 roku przez Maasa. Jest to izotyp przechowywany w Berlińskim Ogrodzie Botanicznym.

## Zagrożenie i ochrona
Gatunek był ujęty w Czerwonej księdze gatunków zagrożonych z 2001 roku ze statusem CR (krytycznie zagrożony). Z uwagi na nieodnalezienie go w miejscu odkrycia od końca XIX wieku, jest on prawdopodobnie wymarły.